# Kapelle zur Heiligen Familie (Wattenweiler)

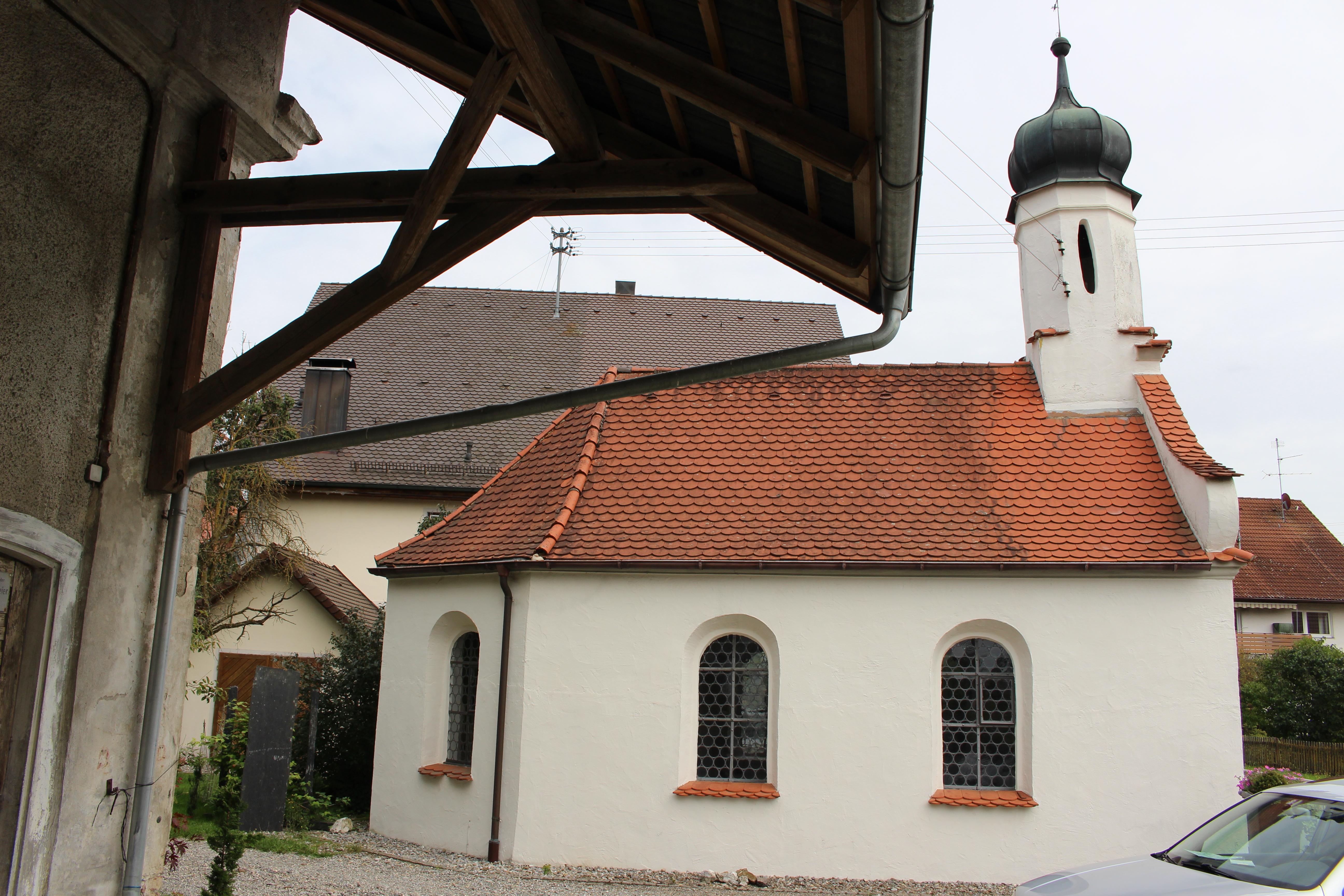
Kapelle zur Heiligen Familie in Wattenweiler

Die römisch-katholische Kapelle zur Heiligen Familie steht in Wattenweiler, einem Ortsteil von Ingoldingen im Landkreis Biberach in Baden-Württemberg. Sie gehört zur Diözese Rottenburg-Stuttgart. Das Bauwerk ist beim Landesamt für Denkmalpflege Baden-Württemberg als Baudenkmal eingetragen.

## Beschreibung
Das Langhaus der 1734 gebauten Saalkirche hat einen dreiseitigen Schluss im Norden. Über dem Volutengiebel der Fassade im Süden erhebt sich ein Dachreiter, der mit einer Zwiebelhaube bedeckt ist. 
Zur Kirchenausstattung gehören die Statuetten der heiligen Anna und des heiligen Joachim aus der Werkstatt von Georg Anton Machein, die auf Konsolen zwischen Säulen stehen. Auf dem Altarretabel des Altars ist die Heilige Familie dargestellt. Auf dem Tabernakel befindet sich ein Relief mit einer Kreuzigungsdarstellung.